# Derek Saunders
Derek William Saunders (* 6. Januar 1928 in Ware; † 3. März 2018 in Essex) war ein englischer Fußballspieler. Der linke Außenläufer gewann 1955 mit dem FC Chelsea die englische Meisterschaft, nachdem er im Jahr 1952 mit der britischen Auswahl bei den Olympischen Sommerspielen in Helsinki angetreten war.

## Sportlicher Werdegang
Saunders erlernte das Fußballspielen in seiner Heimat Ware und in der durch den Zweiten Weltkrieg stark dezimierten Mannschaft von Ware Town übernahm er in jungen Jahren Verantwortung als Kapitän und Trainer. Nach 31 Spielen in dieser Doppelfunktion vermittelte ihm sein Onkel ein Probetraining beim FC Millwall, aber anstelle eines Engagements bei einem Profiklub heuerte er bei dem Amateurverein Walthamstow Avenue an. Auch dort wurde Saunders Mannschaftsführer und 1952 gewann er den FA Amateur Cup. Er galt als einer der besten englischen Amateurspieler und im selben Jahr kam er mit der britischen Auswahl bei Olympia 1952 in Helsinki zum Einsatz. Das Turnier endete zwar enttäuschend bereits in der Vorrunde, aber mit diesem Auftritt katapultierte er sich in den Fokus des FC Chelsea, der ihn ein Jahr später im Juli 1953 schließlich verpflichtete. Gleichsam interessiert hatte sich zu dieser Zeit auch der FC Arsenal gezeigt.
Saunders’ Zeit bei den „Blues“ war sehr erfolgreich. Als Stammspieler auf der halblinken Defensivposition als Außenläufer gewann er 1955 die englische Meisterschaft. Er war neben Eric Parsons der einzige Akteur, der in allen 42 Ligapartien der Saison 1954/55 zum Einsatz kam. Dabei gelang ihm am 9. März 1955 eines seiner seltenen Tore zu einem wichtigen 4:2-Auswärtssieg bei West Bromwich Albion. Danach verbrachte er noch weitere knapp vier Jahre in Chelsea mit dem letzten Einsatz am 24. Januar 1959 im FA Cup gegen Aston Villa (1:2).
Spätere Versuche, dauerhaft ins Trainergeschäft zu wechseln, scheiterten. Nachdem er die Chelsea-Reserve betreut und Spieler wie Jimmy Greaves zu seinen Schützlingen gezählt hatten, war er im Gespräch als möglicher neuer Cheftrainer bei Torquay United. Daraus wurde jedoch nichts und so kehrte Saunders dem Profifußball den Rücken. Stattdessen wurde er als Chefgärtner und Trainer auf den Spielfeldern Vincent Square der Westminster School angestellt. Dort betreute er Fußball- und Cricketmannschaften und nach seiner Pensionierung zog es ihn und seine Frau nach Frinton.

## Titel/Auszeichnungen
- Englische Meisterschaft (1): 1955
- Charity Shield (1): 1955
- FA Amateur Cup (1): 1952